# Józef Twardosz
Józef Robert Twardosz – polski klimatolog, profesor nauk ścisłych i przyrodniczych.

## Życiorys
W 1992 ukończył studia geograficzne na Uniwersytecie Jagiellońskim, w 1998 obronił pracę doktorską pt. Zmienność i tendencje opadów atmosferycznych w Krakowie w latach 1850-1995, której promotorem była prof. Janina Trepińska, w 2007 habilitował się na podstawie rozprawy zatytułowanej Dobowy przebieg opadów atmosferycznych w ujęciu synoptycznym i probabilistycznym na przykładzie Krakowa (1886-2002). W 2020 uzyskał tytuł profesora nauk ścisłych i przyrodniczych.
Jest pracownikiem naukowym w Instytucie Geografii i Gospodarki Przestrzennej na Wydziale Geografii i Geologii Uniwersytetu Jagiellońskiego i członkiem Komisji Geograficznej PAU.
Należy do Rady Dyscypliny Naukowej - Nauk o Ziemi i Środowisku UJ.